# Nocturne in Schwarz und Gold: Die fallende Rakete
Nocturne in Black and Gold: The Falling Rocket (deutsch: Nocturne in Schwarz und Gold: Die fallende Rakete) ist ein tonalistisches Öl-Gemälde des US-amerikanischen Malers James McNeill Whistler, das in die Geschichte der Kunstkritik eingegangen ist.

## Das Bild
In den 70er Jahren des 19. Jahrhunderts gab es in London an der Themse in Chelsea einen Unterhaltungspark namens Cremorne Gardens, den der in London lebende und arbeitende Whistler gern besuchte. In diesem Park wurden nachts Feuerwerke veranstaltet. Dies nahm Whistler, der in dieser Zeit gerne Nachtstücke malte, zum Anlass, dieses Nocturne zu erstellen.
Das Bild stellt einen Park bei Nacht dar, links eine Baumgruppe, im Vordergrund und im Mittelgrund eine Anzahl Menschen, die das Feuerwerk beobachten. Schwach ist der Feuerwerks-Pavillon zu sehen. Am Himmel sind die zu Boden fallenden Raketen zu sehen. Die Komposition lässt Anklänge an Japanisches erkennen.
David Park Curry nennt dieses Nocturne eine der modernsten Arbeiten ihrer Zeit und sagt unter Anspielung auf das berühmte Urteil John Ruskins:

“[It] was more than a pot of paint flung in the face of an unreceptive public. It was an incendiary cocktail tossed by an aesthetic terrorist. The appropriate musical reference might have been not an “harmony” but a battaglia.”

„[Es] war mehr als ein Topf Farbe, der einem unempfänglichen Publikum in das Gesicht geschleudert wurde. Es war eine Brandbombe geworfen von einem ästhetischen Terroristen. Die passende musikalische Analogie wäre nicht eine „Harmonie“, sondern eine Battaglia.“

Curry spielt mit diesem Vergleich zu einer barocken Schlachtenmusik, die den Kriegslärm imitiert, auf den Zusammenhang zwischen Feuerwerk und Schlachten an.
Auch eine Ausstellung des Werkes in Amerika 1883 bis 1884 war von einem Eklat begleitet.
Die Signatur Whistlers, ein stilisierter Schmetterling, befindet sich nicht auf dem Bild, sondern auf dem Rahmen (siehe auch die Venezianische Szene unten in diesem Artikel).
Ein weiteres Nocturne in Schwarz und Gold mit dem Zusatz Die Gärten zeigt ebenfalls den Cremorne Garden.

## Die Namensgebung
Whistler nannte viele seiner Werke Nocturnes, Symphonien, Harmonien oder Kompositionen, um damit eine Verbindung zwischen der Malerei und der Musik zu verdeutlichen. Ein Beispiel ist auch sein berühmtestes Werk, das Arrangement in Grau und Schwarz: Porträt der Mutter des Künstlers. Mit dieser Art der Benennung seiner Arbeiten traf er wiederholt auf Unverständnis oder Ablehnung.
Vor Gericht erklärte Whistler selbst den Namen so:

„Es ist zuvörderst eine Komposition aus Linie, Form und Farbe…Ich habe verschiedene Nachtstücke gemalt und das Wort ‚Nocturne‘ gewählt, weil es die ganze Reihe verallgemeinernd und vereinfachend benennt.“

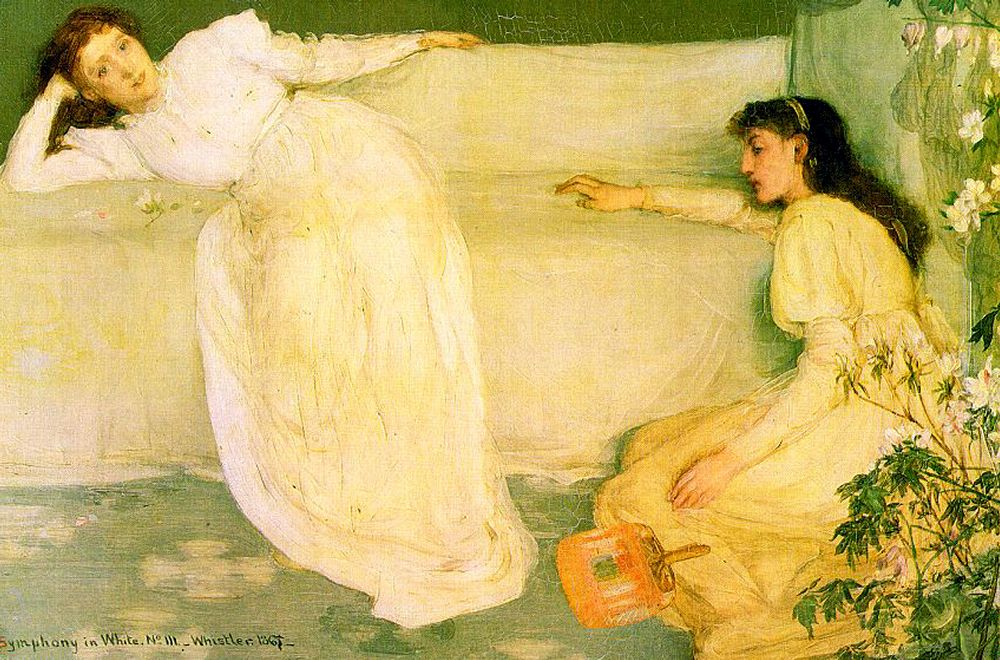
Symphonie in Weiß Nr. III, 1866

Die Kritik ein anderes Bild, die Symphonie in Weiß Nr. III, betreffend kontert Whistler den Kritiker:

“HOW pleasing that such profound prattle should inevitably find its place in print! “Not precisely a symphony in white....for there is a yellowish dress....brown hair, etc. ....another with reddish hair....and of course there is the flesh colour of the complexions.”

Bon Dieu! did this wise person expect white hair and chalked faces? And does he then, in his astounding consequences, believe that a symphony in F contains no other note, but shall be a contuinued repetition of F, F, F.?....Fool!”

„WIE erfreulich, dass so profunde Plapperei unweigerlich ihren Platz im Druck findet! „Nicht genau eine Symphonie in Weiß....denn da ist ein gelbliches Kleid....braunes Haar, etc. ....eine andere mit rötlichem Haar....und natürlich ist da die Fleischfarbe der Gesichter.“

Guter Gott! hat diese weise Person weißes Haar und kreidebleiche Gesichter erwartet? Und glaubt er dann, in seinen erstaunlichen Konsequenzen, dass eine Symphonie in D keine andere Note enthält, außer einer andauernden Repetition von D, D, D.?....Depp!“

## Der Prozess
Im Mai 1877 stellte Whistler das Nocturne in Schwarz und Gold: Die fallende Rakete in der Grosvenor Gallery aus. Dies bewegte John Ruskin, den einflussreichsten englischsprachigen Kunstkritiker seiner Zeit, zu diesem vernichtenden Urteil:

“FOR Mr. Whistler's own sake, no less than for the protection of the purchaser, Sir Coutts Lindsay ought not to have admitted works into the gallery in which the ill-educated conceit of the artist so nearly approached the aspect of wilful imposture. I have seen, and heard, much of cockney impudence before now; but never expected to hear a coxcomb ask two hundred guineas for flinging a pot of paint in the public's face.”

„Mr. Whistler zuliebe, nicht weniger als zum Schutz des Käufers, hätte Sir Coutts Lindsay keine Werke in die Galerie aufnehmen sollen, in denen der schlecht ausgebildete Dünkel eines Künstlers so nahe an den Aspekt mutwilliger Hochstapelei kommt. Ich habe schon viel Cockney-Flegelei gesehen und gehört; aber ich habe nie erwartet, einen Geck zweihundert Guineen fordern zu hören, dafür dass er dem Publikum einen Topf Farbe in das Gesicht schleudert.“

Die Presse stürzte sich auf diese Stellungnahme, und unzweifelhaft konnte dies der Karriere eines Künstlers dramatisch schaden. Whistler reagierte mit einer Verleumdungsklage (englisch: libel). Wegen einer geistigen Erkrankung Ruskins konnte das Verfahren erst im Oktober 1878 stattfinden. Whistler klagte auf 1000 Pfund und die Gerichtskosten, versprach sich von der Klage aber auch zusätzliche Öffentlichkeit, was quantitativ auch aufging.
Whistler sagte aus, 2 Tage an diesem Nocturne gearbeitet zu haben. Dennoch sei es 200 Guineen wert, da es Ergebnis lebenslanger Erfahrung ist.
Sir Edward Burne-Jones sagte als Zeuge für Ruskin aus. Er erklärte, das Nocturne sei einer von zahlreichen fehlgeschlagenen Versuchen, die Nacht darzustellen, und keine 200 Guineen wert.
Tom Taylor, Herausgeber des Punch, sagte für Ruskin aus. Er erklärte, das Nocturne sei keine ernste Arbeit. Weiter sagte er:

“All Mr. Whistlers work is unfinished. It is sketchy. He, no doubt, possesses artistic qualities, and he has got appreciation of qualities of tone, but he is not complete, and all his works are in the nature of sketching. I have expressed, and still adhere to the opinion, that these pictures only come ‘one step nearer pictures than a delicately wall-paper.’”

„Alle Werke von Mr. Whistler sind unfertig. Sie sind skizzenhaft. Zweifellos besitzt er künstlerische Qualitäten, und er hat eine Einschätzung der Qualitäten des Tons, aber er ist nicht komplett, und alle seine Werke sind skizzenhaft. Ich habe gesagt, und bleibe dabei, dass diese Bilder nur einen Schritt näher an Bilder herankommen als feine Tapeten.“

Auch William Powell Frith, Maler des Derby Day, sagte gegen Whistler aus. Seiner Meinung nach musste ein Kunstwerk „ein Thema haben, eine Geschichte erzählen, ein Ereignis beschreiben oder ein Gefühl ausdrücken.“ Auch bedurfte es eines „finish“, das die Werke Whistlers nicht aufwiesen.
Whistler gewann den Prozess, erhielt aber nur einen Farthing, die kleinste im Umlauf befindliche Münze, im Wert von einem viertel Penny, als Entschädigung und musste die Gerichtskosten selber tragen. Er hatte darauf spekuliert, aus dem Prozess Einnahmen zu erzielen, und so wird dies häufig als Grund für seinen Bankrott angegeben. Allerdings hatte er bereits im Frühjahr einen Gönner verloren und die Kosten für den Bau seines Hauses, des The White House, erhöhten sich über das angesetzte Budget, was erheblich zu seinen Geldproblemen beitrug. Auch seine gesellschaftliche Reputation hatte erheblich Schaden genommen.

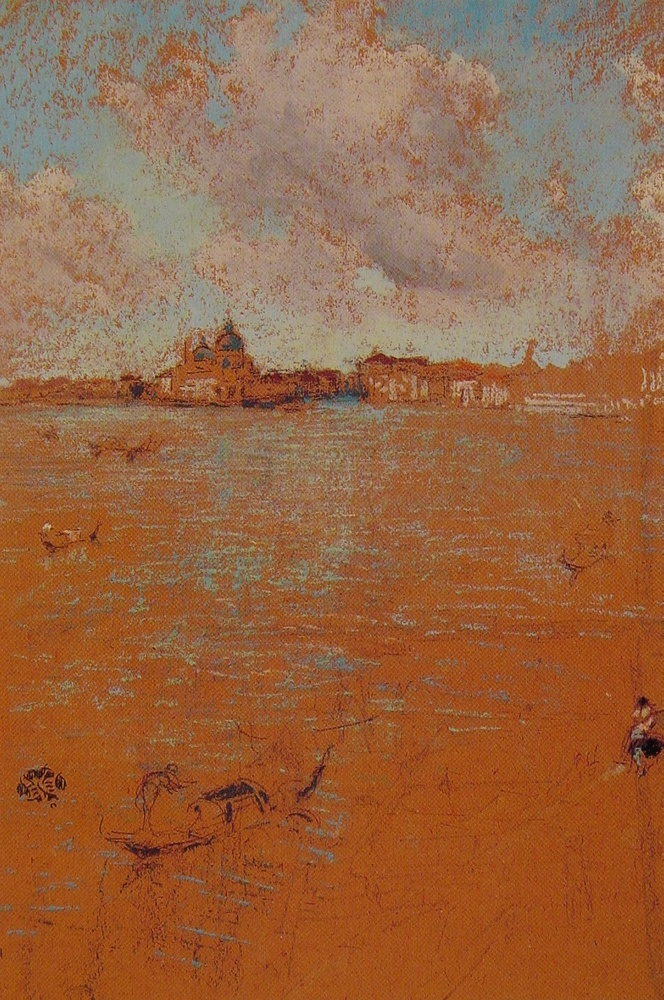
Venezianische Szene, 1879, links neben der Gondel ist Whistlers Signatur, ein stilisierter Schmetterling, zu sehen

In der Folgezeit begab Whistler sich für 14 Monate nach Venedig, wo zahlreiche Arbeiten entstanden, die er später erfolgreich in der Galerie der angesehenen Fine Art Society ausstellen konnte. Nach seiner Rückkehr nach London konnte er seinen Ruf wiederherstellen. 1890 verarbeitete er den Prozess und andere Ereignisse in dem Buch Die artige Kunst sich Feinde zu machen (englisch The gentle art of making enemies).